# Dornava
Dornava – wieś w Słowenii, siedziba gminy Dornava. W 2018 roku liczyła 1238 mieszkańców.